# Genera Nova Madagascariensia
Genera Nova Madagascariensia (abreviado Gen. Nov. Madagasc.) es un libro ilustrado con descripciones botánicas que fue editado en París por el botánico francés Louis Marie Aubert Du Petit-Thouars en el año 1806 con el nombre de Genera nova Madagascariensia secundum methodum Iussiaenam disposita.